# Luwier

Mögliche Verbreitung der Luwier während der späten Bronzezeit

Luwier ist die moderne wissenschaftliche Bezeichnung einer Bevölkerungsgruppe, welche in der Bronzezeit und in der Eisenzeit in Kleinasien und Nordsyrien lebte. Nach ihnen ist die Luwische Sprache benannt. Als mögliche Indikatoren des luwischen Siedlungsgebietes dienen epigraphische Zeugnisse in luwischer Hieroglyphenschrift sowie Orts- und Personennamen, die als luwisch bestimmt werden können. Ob es jemals eine Ethnie gab, die sich über die luwische Sprache identifizierte, ist umstritten.
Der Volksname wurde in letzter Zeit besonders durch Eberhard Zangger populär, der die These aufstellte, dass Luwier in Westanatolien lebten und den Trojanischen Krieg der griechischen Heldensage auslösten. Diese These wird von der Wissenschaft kaum unterstützt.

## Begriff
Der Name Luwier entstand, als in den hethitischen Archiven, die beim Dorf Boğazköy ausgegraben wurden, Texte zum Vorschein kamen, die auf luwili geschrieben worden sind. Aus dieser Sprachbezeichnung „luwisch“ wurde der Name „Luwier“ gebildet, obschon in hethitischen und luwischen Texten nie von einem solchen Volk die Rede ist. Wohl aber ist für die althethitische Zeit der Ortsname Luwiya bezeugt, der aber nicht lokalisiert werden kann, wobei der Ort jedenfalls westlich des Flusses Kızılırmak gelegen haben muss. Obschon das Ethnikon Luwier in der Fachliteratur häufig benutzt wird, wird immer wieder auf die Problematik des Begriffs hingewiesen. Zudem nimmt man an, dass es damals keine Begrifflichkeit von „Volk“ oder „Ethnie“ im heutigen Sinne gab, da in hethitischen Texten Volksnamen eher die Ausnahme sind. Zu beachten ist noch, dass die Sprachbezeichnung luwili ein hethitischer Fremdbegriff ist und die Sprecher des Luwischen ihre Sprache möglicherweise anders benannten.

## Geschichte

### Ursprung
Über die Herkunft der Luwier kann nur spekuliert werden. Vorschläge der Forschung unterscheiden sich auch heute noch beträchtlich. So hängt diese von der angenommenen Lokalisation der urindogermanischsprechenden Bevölkerung ab, die später in Anatolien auftaucht; vorgeschlagen werden der Balkan, aber auch das Gebiet der unteren Wolga. Ebenso wenig kann bestimmt werden, ob die Einwanderung entlang der West- oder Ostküste des Schwarzen Meeres erfolgte. Erwogen wird zudem die Möglichkeit mehrerer Einwanderungswellen. Umstritten ist ebenfalls, ob die Trennung der Luwier von den Hethitern und Palaern erst in Anatolien erfolgte.
Möglicherweise kann die Demircihüyük-Kultur (ca. 3500–2500 v. Chr.) den indogermanischen Einwanderern zugerechnet werden, was zeitlich zu sprachhistorischen Überlegungen passen würde, wonach sich das Uranatolische spätestens um 3000 v. Chr. getrennt haben muss.

### Mittlere Bronzezeit
Gewissheit besteht ab etwa 2000 v. Chr.: Personennamen und Lehnwörter im Wortschatz der altassyrischen Dokumente aus Kültepe, die zwischen 1950 und 1700 v. Chr. (mittlere Chronologie) verfasst wurden, zeigen, dass damals das Hethitische und das Luwische bereits zwei verschiedene Sprachen waren. Nach Meinung vieler Forscher siedelten damals die Hethiter am oberen Kızılırmak, mit dem politisch-wirtschaftlichen Zentrum um Kaniš-Neša, nach dem die Hethiter ihre Sprache nešili u. ä. nannten. Die Luwier werden plausibel in Süd- und Westanatolien lokalisiert, mit dem möglichen politischen Zentrum in Purušḫanda. Die damals in Anatolien wohnenden assyrischen Händler nannten die einheimische Bevölkerung unterschiedslos nuwaʿum, was nach einigen Forschern auf den Luwiernamen zurückgeführt wird, wobei der l/n-Wechsel im Anlaut durch hurritische Vermittlung bedingt wäre. Doch ist diese Deutung umstritten.

### Hethitische Zeit
Die althethitischen Gesetze aus dem 17. Jahrhundert v. Chr. behandeln auch Fälle, die die damals noch unabhängigen Länder Palā und Luwiya betreffen. Diese bezogen sich auf Händler und Personen, die in ein anderes Land verschleppt wurden, und scheinen auf Abmachungen zwischen Ḫatti und Luwiya zu basieren. Zu beachten ist dabei, dass die Luwier vermutlich keinen „luwischen“ Staat schufen. Im Laufe der Zeit bildete sich im Westen allerdings Arzawa, mit dem Kerngebiet im Tal des Maiandros. Im Süden befand sich der Staat Kizzuwatna, der aus einer hurritisch-luwischen Mischbevölkerung bestand. Erst in der hethitischen Großreichszeit wurde in Südanatolien der Staat Tarḫuntašša geschaffen. Ob das Land Wiluša, das von der vorherrschenden Meinung in der Troas lokalisiert wird, was aber unsicher und strittig ist (vgl. Artikel Wiluša) und um 1280 v. Chr. Vasall des Hethiterreichs wurde, zu den luwischen Staaten gehörte, kann anhand der Zeugnisse nicht entschieden werden. In der Forschung wird diskutiert, ob in der Troas Luwisch oder aber eine Frühform des Lydischen gesprochen wurde.

#### Arzawa
Arzawa wird bereits in althethitischer Zeit genannt, lag damals aber außerhalb des Interesses der hethitischen Großkönige. Zu ersten kriegerischen Auseinandersetzungen kam es unter König Tudḫaliya I. oder Tudḫaliya II. Unter anderem Einfälle der pontischen Kaškäer und Ḫajaša-Azzi in das hethitische Reich führten zu dessen Schwächung und gleichzeitig zum Erstarken von Arzawa, dessen König Tarḫuntaradu von Pharao Amenophis III. angefragt wurde, ihm eine Tochter als Frau zu geben. Der hethitische Großkönig Muršili II. zerschlug schließlich nach mehreren Feldzügen, die schon unter seinem Vater Šuppiluliuma I. begonnen hatten, das Arzawareich. Vor dem Fall der Hauptstadt Apaša floh der letzte arzawische Herrscher Uḫḫaziti auf eine Ägäisinsel, wo er bald darauf verstarb. Arzawa wurde anschließend durch die Hethiter in Vasallenstaaten aufgeteilt: Mira-Kuwalija (wahrscheinlich das einstige Kernland Arzawas), Šeḣa und Ḫapalla.

#### Šeḫa
Šeḫa war wahrscheinlich ungefähr deckungsgleich mit der antiken Landschaft Lydien. Es wird erstmals im frühen 14. Jahrhundert genannt, als der hethitische König Tudḫaliya I. gegen eine Koalition von Aššuwa-Staten besiegte, zu der auch Wiluša gehörte. Nach der Unterwerfung von Arzawa durch Muršili II. im späten 14. Jahrhundert v. Chr. wurde Šeḫa als Vasallenstaat des hethitischen Reiches geschaffen, das von einem König regiert wurde, der dem hethitischen Großkönig unterstellt war. Im 13. Jahrhundert v. Chr. musste Šeḫa Überfälle des vermutlich arzawanischen Rebellen Piyamaradu erdulden, der laut einem Brief des Manapa-Tarḫunta (CTH 191) offenbar Šeḫa zeitweilig besetzte und die nahegelegene Insel Lazpa (vermutlich Lesbos) überfiel.

#### Kizzuwatna
Kizzuwatna ist der hethitisch-luwische Name des antiken Ebenen Kilikien. Das Gebiet wurde im 16. Jahrhundert v. Chr. von den Hethitern unterworfen. Gegen 1500 v. Chr. löste sich das Land ab und bildete das Königreich Kizzuwatna, dessen Herrscher wie die hethitischen Herrscher den Titel „Großkönig“ trugen. Der hethitische Großkönig Telipinu sah sich gezwungen, mit Großkönig Išputaḫšu einen Vertrag zu schließen, der jeweils von den Nachfolgern erneuert wurde. Unter König Pilliya verlor Kizzuwatna seine Souveränität und wurde Vasall von Mitanni. Um 1420 v. Chr. sagte sich König Šunaššura von Mitanni los und schloss einen Bund mit dem hethitischen König Tudḫaliya I., doch bald darauf scheint das Land ins hethitische Reich eingegliedert worden zu sein und war seither fester Teil des Reiches bis zu dessen Untergang um 1190 v. Chr.

### Eisenzeit
Nach dem Zusammenbruch des hethitischen Großreichs um 1190/80 v. Chr. bildeten sich in Nordsyrien und Südostanatolien mehrere Neo-hethitische Staaten, deren Herrscher sich teilweise als Großkönige bezeichneten, sich also als legitime Nachfolger der hethitischen Herrscher ansahen, oder kleine Fürstentümer. So entstand im südöstlichen Zentralanatolien Tabal, in Kilikien Kawa-Que, in Nordsyrien Gurgum, am Euphrat Melid, Kummuḫ, Karkamis und östlich des Flusses Masuwara und am Orontes Unqi-Patina und Hamath. Die Fürsten und z. T. Händler dieser Staaten benutzten das Hieroglyphenluwische für ihre Inschriften, die bis ins 8. Jahrhundert v. Chr. datieren. Von besonderer Bedeutung ist die Bilingue des Fürsten Azza-Tiwada in Kilikien.